# 杨绵绵
杨绵绵（1941年8月29日—），中国上海人；原山东工学院内燃机专业毕业，高级工程师。曾任青岛电冰箱总厂副厂长、兼总工程师，是知名品牌海尔的主要创始人之一。现任海尔集团总裁、党委副书记、董事局常务副主席，上市公司青岛海尔董事长。
自2004年至今，连续入选美国《财富》杂志发布的“美国以外世界50位商界女强人”名单；还曾获得全国劳动模范、全国优秀女企业家、全国优秀管理工作者、国家有突出贡献人才等荣誉称号。

## 早年经历
1958年，杨绵绵考入原山东工学院内燃机系学习。毕业后曾经当过技校老师、国有压铸厂的技术员。1982年调入青岛家电公司工作，任引进项目办公室主任。

## 创办海尔
1984年，德国“利勃海尔”来中国投资。时任青岛家电公司副总经理的张瑞敏为公司争取到了这个投资项目。杨绵绵在张瑞敏的力邀下，一起参与海尔的前身——“青岛电冰箱总厂”的建设，并出任青岛电冰箱总厂副厂长、总工程师。
此后，杨绵绵一直在海尔工作。历任海尔集团副总裁、常务副总裁、执行总裁、总裁，是张瑞敏的重要助手，以及战略政策的执行者。2002年。成为海尔集团总裁；2005年1月起，一直担任上市公司青岛海尔的董事长。

## 所获荣誉
- 1988年获，青岛市劳动模范，青岛市女企业家称号；
- 1989年获，山东省“三八”红旗手，全国优秀质量管理工作者称号；
- 1990年获，山东省企业管理现代化优秀成果一等奖；
- 1994年获，国务院“有突出贡献人才”政府特殊津贴，山东省专业技术拔尖人才称号；
- 1995年获，国家科技成果奖，全国优秀女企业家，山东省劳动模范，“齐鲁巾帼十杰”，青岛市贡献突出科技人才称号；
- 1997年获，美国“国际优秀企业家贡献奖”；
- 2001年获，中国女企业家协会授予的“杰出创业女性”、全国妇联授予的“巾帼建功标兵”两项称号；
- 2004年，首次入选《财富》杂志首次发布的“全球最值得关注的50位商界女性”名单，列第8位；
- 2005年，再次获得全国优秀女企业家称号；
- 2006年获，“中国十大卓越首席品牌官”称号；
- 从2004年至今，杨绵绵一直名列“全球最值得关注的50位商界女性”名单中。